# Cosimo Fabbri
Cosimo Fabbri (Ravenna, 7 marzo 1836 – Firenze, 31 gennaio 1894) è stato un politico italiano, senatore del Regno d'Italia dalla XVI legislatura.